# Takht-e Soleyman
Takht-e Soleyman (in persiano  تخت سليمان‎, che significa «Trono di Salomone») è il più importante santuario dello Zoroastrismo e dell'antico Impero sasanide. Nel 2003 il sito, che si trova nella provincia di Takab, nella regione iraniana dell'Azerbaigian Occidentale, è stato inserito nell'elenco dei Patrimoni dell'umanità dell'UNESCO.

## Storia
Identificabile con l'antica Shīz, Takht-e Soleyman si trova in una valle ed include i resti del più importante tempio zoroastriano, Ādur Gušnasp, distrutto da Eraclio I nel 623 e parzialmente ricostruito durante il periodo detto dell'Ilkhanato, oltre ad un tempio di epoca sasanide (VI secolo) dedicato ad Anahita. Come per altri siti archeologici dell'Iran, la struttura del Tempio del fuoco, del palazzo ed in generale di tutti questi edifici si pensa abbia influenzato pesantemente lo sviluppo dell'architettura islamica.
Secondo la tradizione popolare il re Salomone aveva l'abitudine di imprigionare creature mostruose all'interno di un vicino cratere profondo circa 100 metri, detto Zendan-e Soleyman (la Prigione di Salomone). In un altro cratere all'interno della stessa città si trova una sorgente naturale, che secondo la leggenda venne creata da Salomone stesso. Poiché comunque la figura di Salomone appartiene alle culture semitiche, tutti questi riferimenti alla sua persona potrebbero essersi originati durante la conquista islamica della Persia. Un manoscritto armeno risalente al IV secolo e in cui si parla di Gesù e di Zarathustra menziona la sorgente. Si pensa che il Tempio del fuoco sia stato costruito in quel sito proprio a causa della leggenda legata alla fonte.
Gli scavi archeologici hanno rivelato tracce di una precedente occupazione risalente al V secolo a.C. durante il periodo achemenide, così come insediamenti più tardi di popolazioni partiche. Sono state scoperte anche monete appartenenti al periodo sasanide e a quello dell'imperatore bizantino Teodosio II (V secolo). Secondo la leggenda, ogni sovrano sasanide si recava qui per umiliarsi davanti all'altare del sacro fuoco, prima di salire al trono.

## Galleria d'immagini

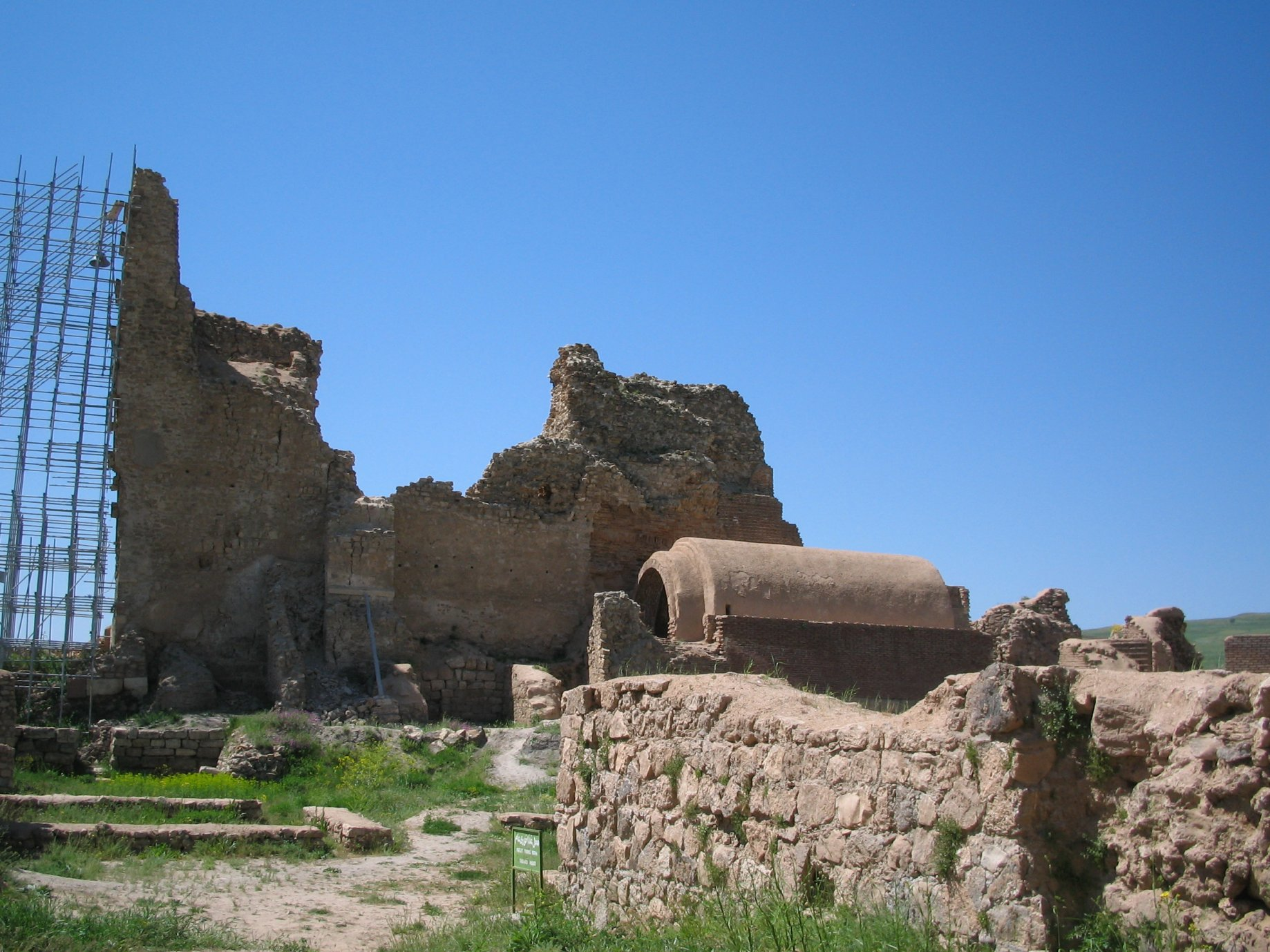
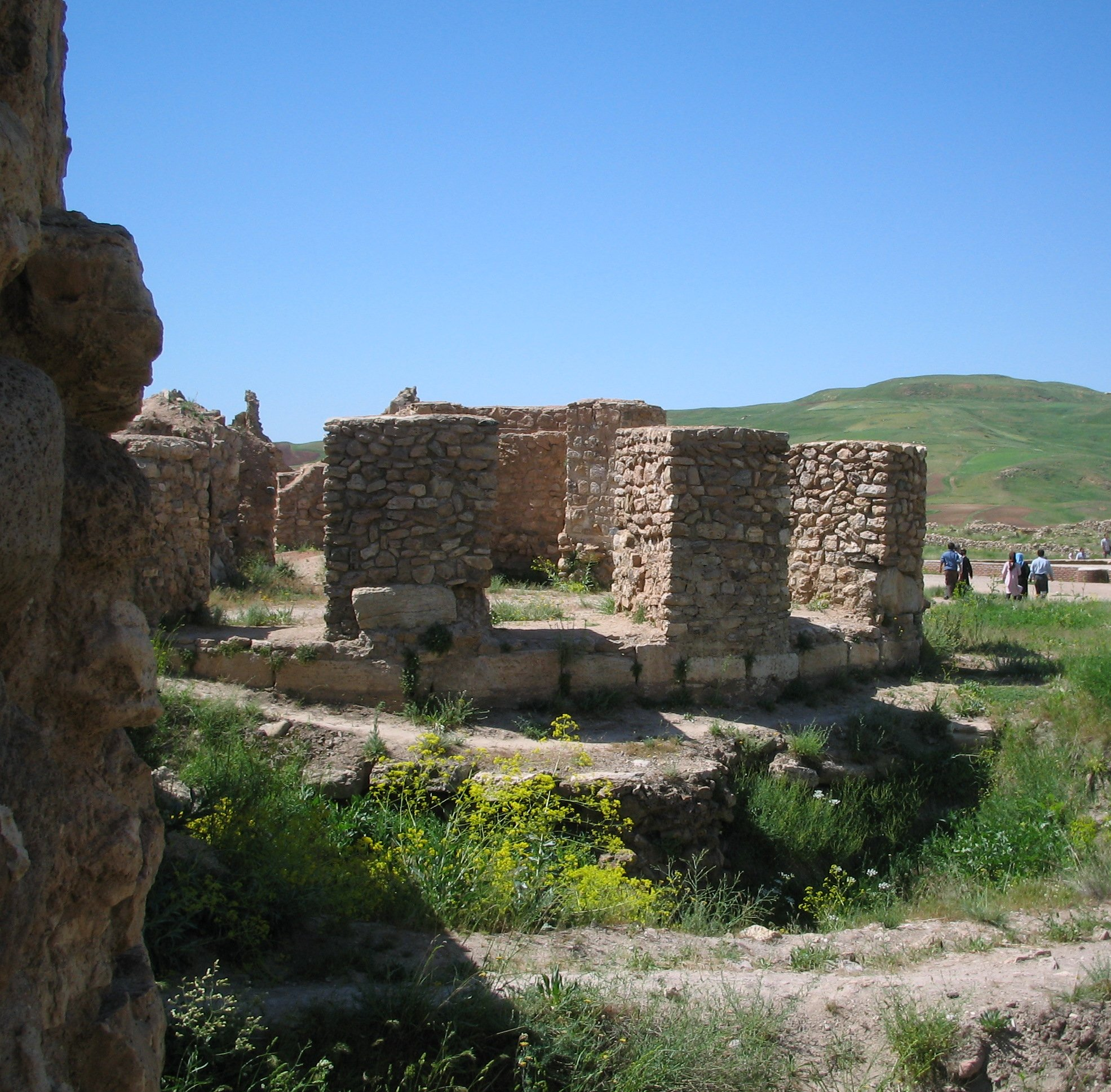
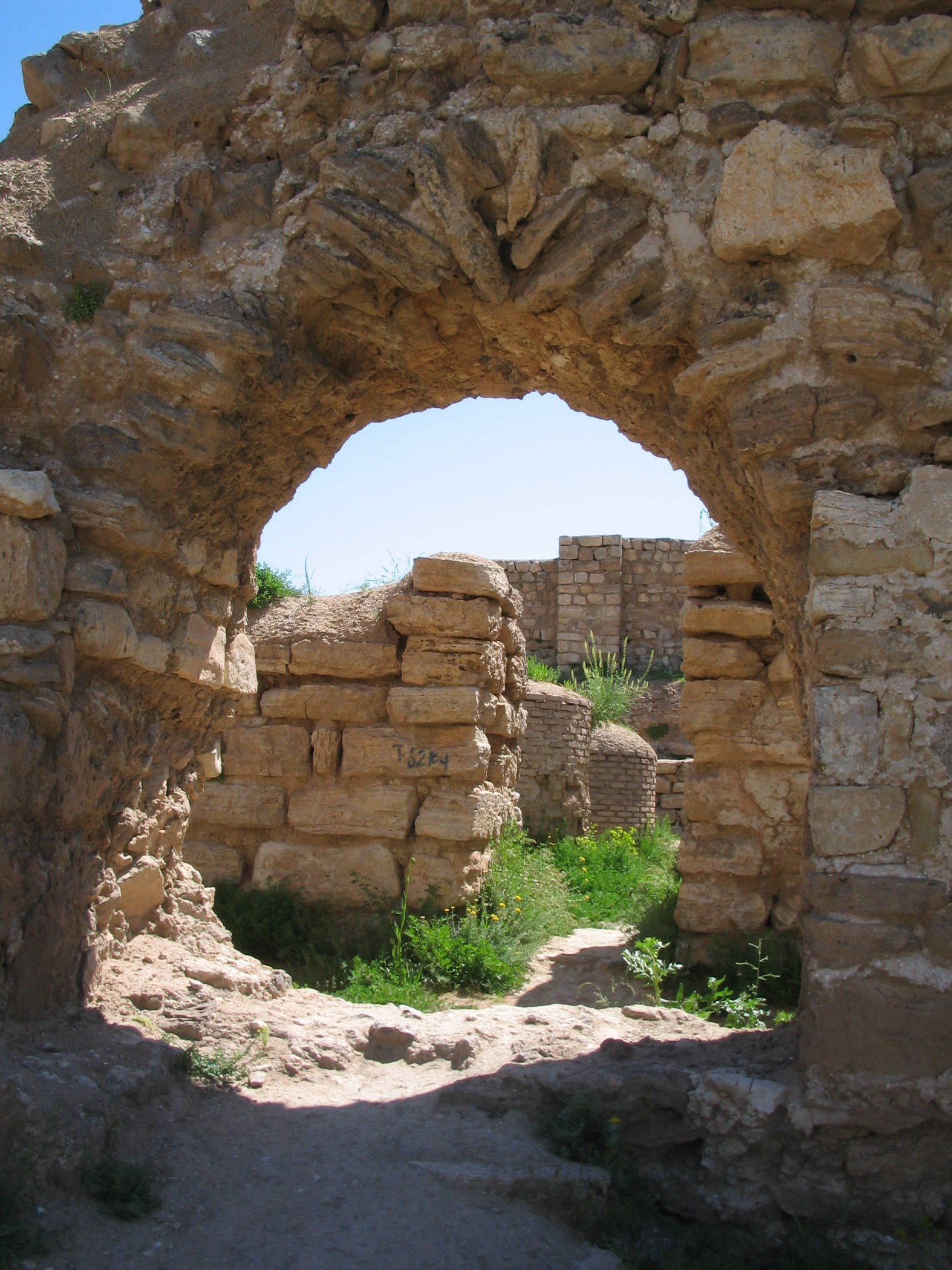
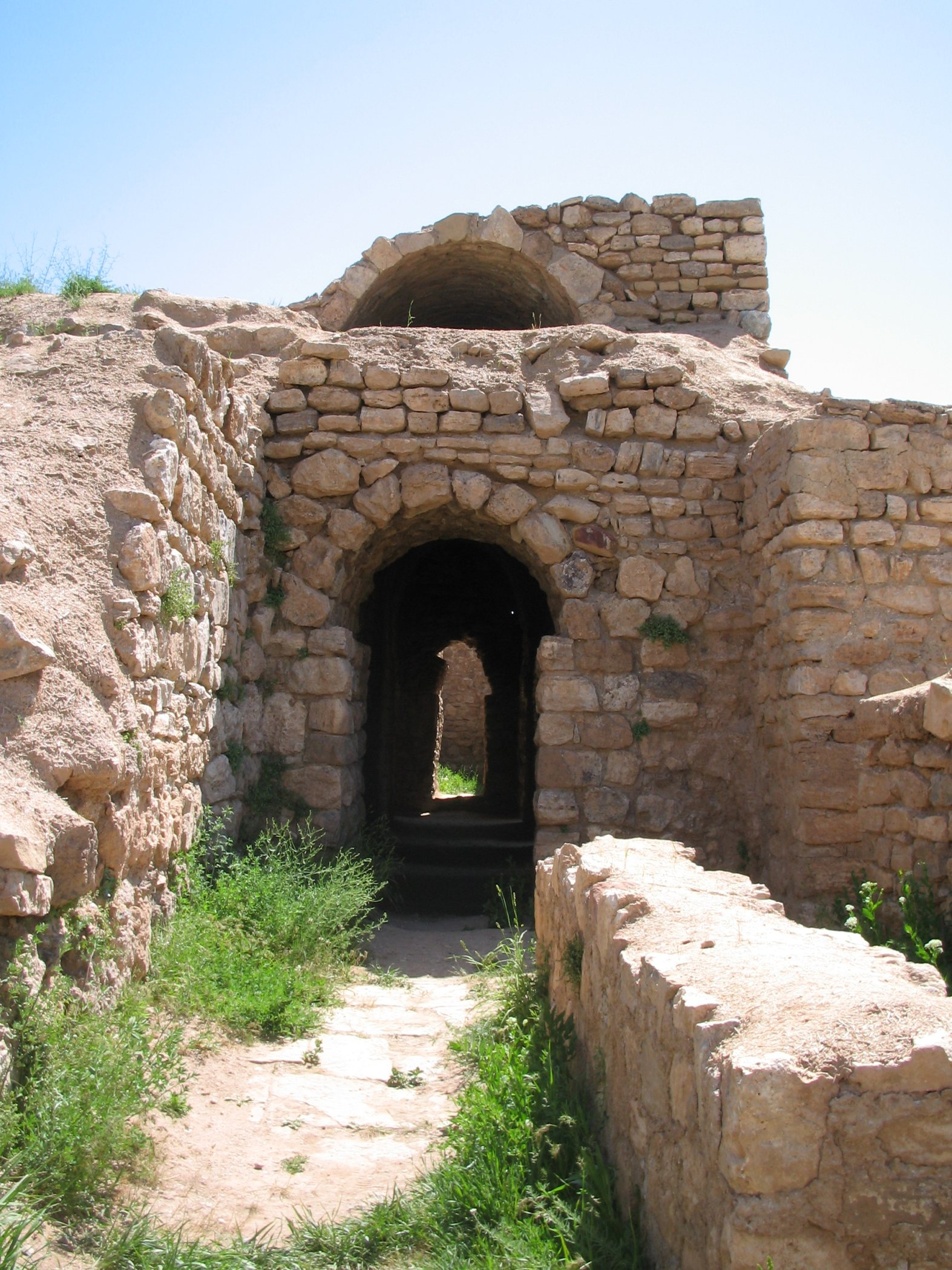